# Coloboma
Il coloboma è definito come difetto specifico dello sviluppo oculare. È una malformazione di una delle strutture dell'occhio, come l'iride, la coroide, la palpebra, la retina ed il nervo ottico. Indica quindi l'assenza o incompleto sviluppo di un particolare tessuto oculare.
Il coloboma può interessare uno o entrambi gli occhi (coloboma unilaterale o bilaterale). È causato da una chiusura difettiva della fessura coroide presente nei feti durante i primi due mesi di gestazione. Nella letteratura medica il difetto viene descritto come una fessura a forma di buco della serratura. Nella maggior parte dei casi interessa solo l'iride i quali può complicare o meno un coloboma retino-coroidale o del disco ottico.
Se il coloboma coinvolge il coroide induce uno scotoma assoluto
Se il coloboma coinvolge il nervo ottico causa difetto del campo visivo
Può essere associato alla mutazione del gene PAX2.
A seconda della gravità, i soggetti con coloboma possono essere ciechi o non manifestare problemi alla vista. È stato appurato un riscontro di anomalie oculari in più del 90% dei bambini con sindrome alcolica fetale.

## Clinica
A seconda del luogo in cui il difetto congenito è localizzato e a seconda della sua estensione, le conseguenze del coloboma sulla vista possono essere moderate o gravi. Se, ad esempio, solo una piccola parte dell'iride è assente non vi saranno problemi visivi; se, invece, si estende ad una parte considerevole della retina o del nervo ottico, la vista risulterà compromessa e gran parte del campo visivo risulterà mancante.
In assenza del campo visivo inferiore è più probabile che si presentino problemi di mobilità.
Altre condizioni possono essere associate al coloboma: a volte l'occhio può essere di dimensioni ridotte (microftalmia) o i soggetti possono essere affetti da glaucoma, nistagmo, scotoma o strabismo.

## Condizioni associate
Altre malformazioni oculari che includono il coloboma o sono ad esso correlate:
- Sindrome CHARGE, termine entrato in uso come acronimo di una serie di anomalie congenite insolite riscontrate in un numero di neonati (Coloboma dell'occhio, Difetti cardiaci, Atresia delle coane, Ritardo di crescita e sviluppo, Ipoplasia dei genitali, Anomalie delle orecchie e sordità). Sebbene non vengano più prese in considerazione per la formulazione della diagnosi, l'acronimo è rimasto.
- Sindrome degli occhi di gatto, causata dalla trisomia o tetrasomia del braccio corto (p) o di una piccola sezione del braccio lungo (q) del cromosoma 22. La sindrome venne così chiamata per la presenza del coloboma verticale negli occhi di alcuni pazienti.
- Sindrome di Patau (trisomia 13), un'anomalia cromosomica che può causare una serie di malformazioni, alcune delle quali presentano difetti strutturali dell'occhio quali microftalmia, anomalia di Peters, cataratta, coloboma dell'iride o del fundus oculi, displasia o distacco della retina, cecità corticale, nistagmo e ipoplasia del nervo ottico.
- Sindrome di Treacher Collins, sindrome autosomica dominante causata dalla mutazione della proteina TCOF1. Il coloboma fa parte di una serie di tratti distintivi caratterizzati da malformazioni craniofacciali quali occhi pendenti verso il basso, anomalie delle orecchie, ipoplasia dell'osso zigomatico e micrognazia.

## Incidenza
Riscontrabile da 0.5 a 0.7 circa su 10 000 nascite, è una condizione relativamente rara.
Probabilmente, tra le personalità note affette da coloboma ci sono John Ritter, Henry Cavill, il colonnista del New York Times Ross Sorkin, il tennista Arnaud Clément, la cantante rock Lachi, George Soros e Madeleine McCann, una ragazza inglese scomparsa nel maggio 2007 (poco prima del suo quarto compleanno) dal residence dove la famiglia stava trascorrendo le vacanze. Sui volantini e i banner delle campagne online a sostegno della ricerca di Madeleine, la prima "o" della parola "Look" è stata disegnata a forma di coloboma che si estende dalla pupilla destra.

## Cure
Al momento non esiste una cura per i problemi visivi causati dal coloboma. Lenti a contatto speciali possono essere usate nel caso del coloboma all'iride e l'uso di occhiali può essere d'aiuto per i problemi alla vista.